# Bütow
Bütow ist eine Gemeinde im Südwesten des Landkreises Mecklenburgische Seenplatte in Mecklenburg-Vorpommern (Deutschland). Sie wird vom Amt Röbel-Müritz mit Sitz in der Stadt Röbel/Müritz verwaltet.

## Geografie
Die Gemeinde Bütow liegt in der Mecklenburgischen Seenplatte, östlich der Eldequelle in einem hügeligen Gebiet, das maximal 101 m ü. NN erreicht. Zur Gemeinde gehören der 54 Hektar große Dambecker See und die deutlich kleineren Gewässer, der Karchower See und der Wackstower See. Die Stadt Röbel ist etwa acht Kilometer entfernt.
Umgeben wird Bütow von den Nachbargemeinden Leizen im Norden, Röbel/Müritz im Nordosten, Bollewick im Osten, Eldetal im Süden sowie Fincken im Westen.
Zu Bütow gehören die Ortsteile Dambeck, Erlenkamp und Karchow.

## Geschichte
Bütow: Das Gemeindegebiet war bereits in der Bronzezeit besiedelt, davon zeugt ein Hünengrab nahe dem Ortsteil Erlenkamp. Aus der slawischen Siedlungsphase ist ein Turmhügel bei Karchow erhalten. Das ehemalige Gutsdorf Bütow ist über 700 Jahre alt. Aus der ersten Hälfte des 14. Jahrhunderts stammt der Westturm der Kirche des Ortes, die Kirchenruine im Ortsteil Dambeck ist noch älter. Der Bütower Getreidespeicher aus den 1920er Jahren ist schon von weitem sichtbar. 1920 ließ der damalige Gutsbesitzer Wilhelm Petersen ein großes Mühlengebäude mit Brotfabrik bauen. Im Jahre 1924 errichtete die Mühlenbauanstalt Amme, Giesecke & Konegen eine Roggenmühle mit 15.000 kg Jahresleistung sowie eine Bodenspeichereinrichtung. Die Brot- und Gebäckfabrik lieferte per Bahnanschluss sogar bis nach Berlin – konnte allerdings nur etwa zehn Jahre mit den Berliner Bäckern konkurrieren. Bütow und seine Umgebung werden durch die Landwirtschaft geprägt. Tradition hat der Kartoffelanbau und die Züchtung diverser Kartoffelsorten. Im ehemaligen Dambecker Gutshaus arbeitet eine Kornbrennerei, die aus der Spiritusherstellung aus Kartoffeln hervorging. Das Gutshaus von Bütow war ein bedeutender Reitsport-Standort der DDR. Zum Jahresanfang 1957 wurde die ehemalige Gemeinde Wackstow aufgespalten: die Ortsteile Erlenkamp und Karchow wurden in Bütow eingegliedert, der namensgebende Ortsteil Wackstow gelangte zu Dambeck bei Röbel, das dann im April 1959 ebenfalls nach Bütow eingegliedert wurde.
Neben landwirtschaftlichen Betrieben haben sich seit 1991 einige Handwerksbetriebe angesiedelt. Im Jahre 1999 wurde südlich von Bütow nahe der A 19 der Windpark Bütow/Zepkow errichtet. Bütow ist heute Schulstandort auch für die umliegenden Gemeinden Fincken, Leizen, Jaebetz, Walow und Stuer. In die Presse kam Bütow im Frühjahr 2009 durch die Freiland-Aussaat der (nicht essbaren) Genkartoffelsorte Amflora auf einer Versuchsfläche von ca. 20 Hektar im Auftrag der BASF.
Dambeck: Das Kirchdorf wurde zum Hauptsitz der Gutsherrschaft mit Carlshof, Erlencamp und Karchow. Ludwig Christoph Freiherr von Langermann auf Dambeck erhält 1794 die Rechte des eingeborenen mecklenburgischen Adel. Schon zwei Jahrzehnte zuvor erteilte Friedrich II. von Preußen die Erlaubnis das Wappen der Freiherren von Erlencamp zu führen. Dies bezog sich auf den Großvater mütterlicherseits, Hans Freiherr von Erlencamp, dieser hatte ein Majorat gegründet und stammt ebenso aus einer spät nobilitierten Familie mit Pfandbesitz des Amtes Plau und der Aufnahme in den Freiherrenstand bereits 1674. Durch den Erwerb von Gütern in Mecklenburg, dazu gehörte auch Dambeck, wuchs deren landesweite Protektion. Für den Verbund der Güter um Dambeck wurde zur Sicherung der Erbfolge durch die Gutsherrschaft ein Familienfideikommiss gestiftet. Dambeck behielt aber den Charakter eines Allodialgutes. Um 1900 ist dieser Dambecker Gutskomplex mit Carlshof, Bollewiek als Lehngut, Karchow und Erlencamp in der Gesamtheit etwa 2170 ha groß, davon 910 ha zu Dambeck gehörig. Letzter Grundbesitzer war eine Gutsherrin, Gertrud von Langermann (1888–1964), verheiratet mit dem vormaligen Landrat des Kreises Westhavelland Klaus von Bredow, von 1926 bis 1930 auch Mitglied des Preußischen Staatsrates.
Erlencamp: Erlencamp war ein Vorwerk des Gutes Karchow. Die letzten Gutsherren der Familie von Langermann führte in Namensfusion den Namen von Langermann und Erlencamp. Wilhelm von Langermann (1805–1889), liiert mit der Gutsbesitzerstochter Bertha Lübbe-Zaschendorf, zählte Erlencamp als sein Hauptgut an. In der nachfolgenden Generation wurde wieder Karchow Hauptsitz, respektive das Gut in Dambeck.
Karchow: Karchow blieb bis zur Bodenreform eines der Hauptgüter der briefadeligen Familie von Langermann. Diese erhielt über den kurfürstlich brandenburgischen Oberstleutnant Kaspar Christoph Langermann 1693 in Wien den rittermäßigen Reichsadelsstand. Im Jahre 1701 erfolgte die Anerkennung in Preußen mit der Wappen- und Namensvereinigung und der Titulatur Freiherr. Nach Adolf Freiherr von Langermann und Erlencamp (1782–1860) vereinigt wieder sein Enkel Friedrich von Langermann-Dambeck (1854–1935) Karchow und Erlencamp. Er war Rechtsritter des Johanniterordens, Landrat, und verheiratet mit Elisabeth von Fabrice. Seit 1940 wurde deren Tochter, Gertrud, die letzte Gutsherrin auf Dambeck und damit auf Karchow.

## Politik

### Gemeindevertretung und Bürgermeister
Der Gemeinderat besteht (inkl. Bürgermeister) aus sieben Mitgliedern. Die Wahl zum Gemeinderat am 26. Mai 2019 hatte folgende Ergebnisse:
| Partei/Bewerber        | Prozent | Sitze |
| ---------------------- | ------- | ----- |
| Einzelbewerber Köppen  | 22,39   | 1     |
| Einzelbewerber Wagner  | 21,11   | 1     |
| Einzelbewerber Laatz   | 20,90   | 1     |
| Die Linke              | 14,93   | 1     |
| Einzelbewerber Wendt   | 13,65   | 1     |
| Einzelbewerber Neumann | 7,04    | 1     |

Bürgermeister der Gemeinde ist Manfred Semrau, er wurde mit 75,78 % der Stimmen gewählt.

### Wappen, Flagge, Dienstsiegel
Die Gemeinde verfügt über kein amtlich genehmigtes Hoheitszeichen, weder Wappen noch Flagge. Als Dienstsiegel wird das kleine Landessiegel mit dem Wappenbild des Landesteils Mecklenburg geführt. Es zeigt einen hersehenden Stierkopf mit abgerissenem Halsfell und Krone und der Umschrift „GEMEINDE BÜTOW“.

## Sehenswürdigkeiten

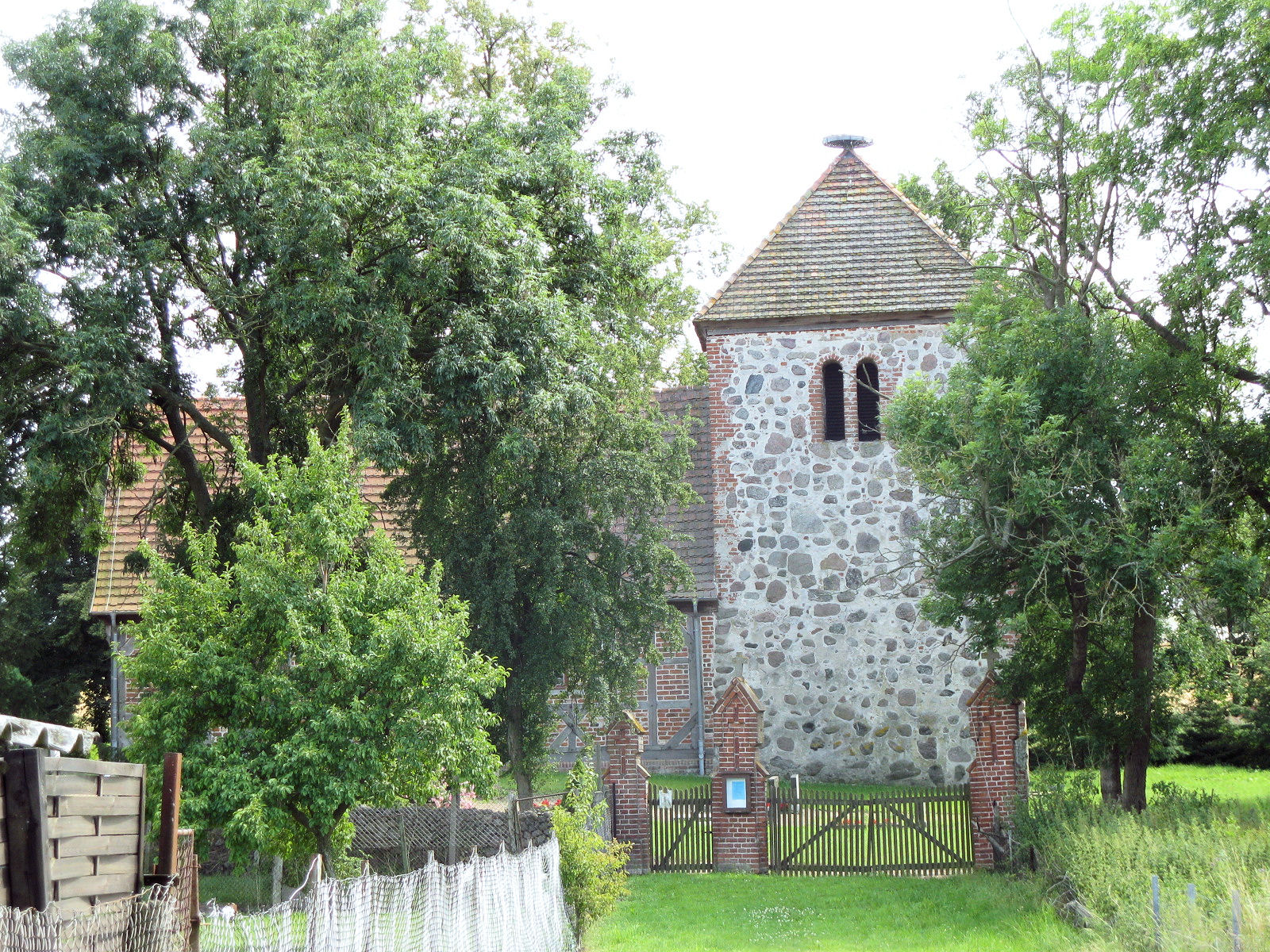
Dorfkirche in Bütow

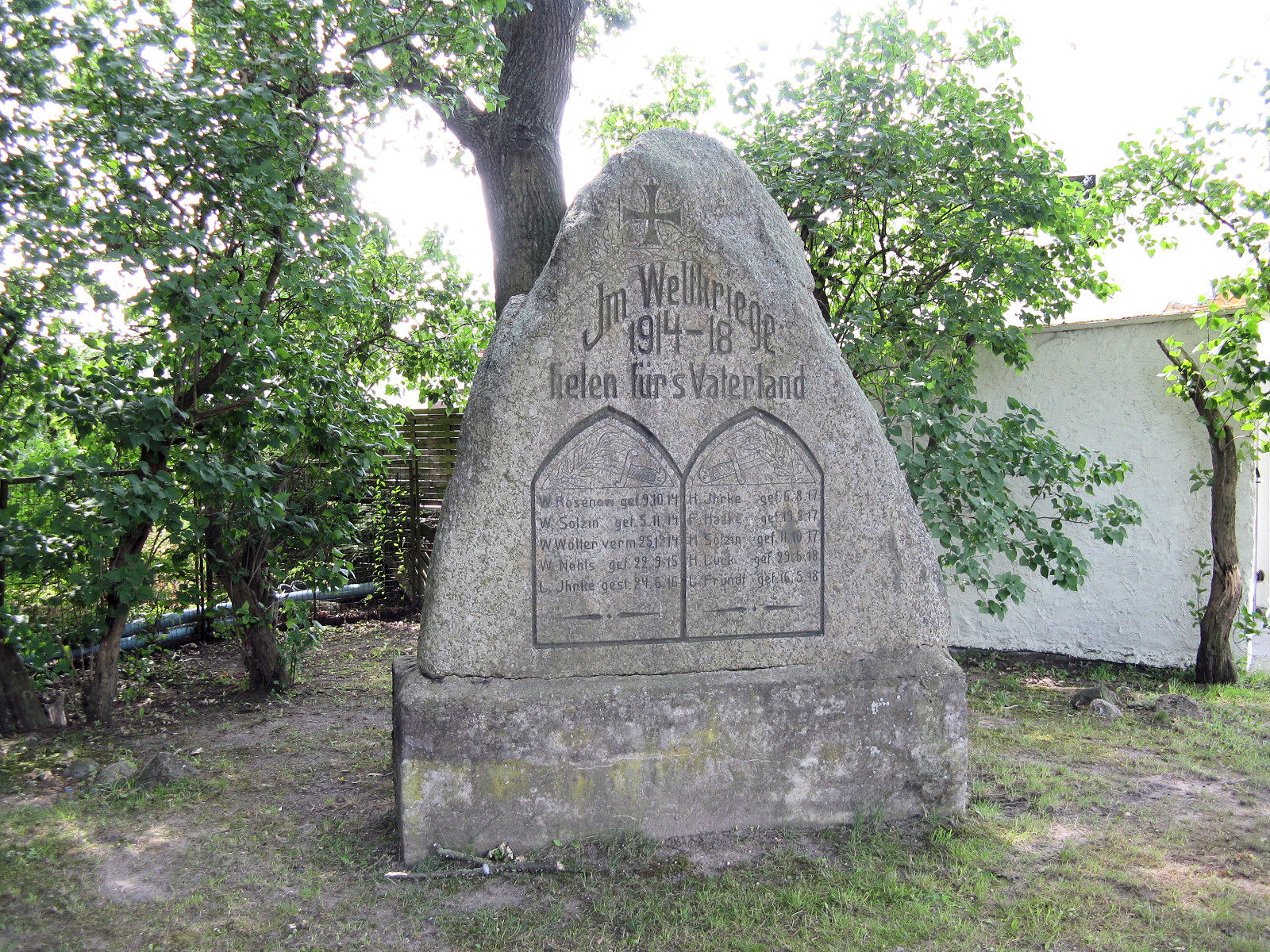
Kriegerdenkmal 1914–1918 in Bütow

- Die Dorfkirche in Bütow ist ein rechteckiger Backsteinbau aus dem 15. oder 16. Jahrhundert mit älterem quadratischen Feldsteinturm. Teile des Gebäudes sowie Ausstattungsgegenstände datieren auf das 17. Jahrhundert. Auf dem Friedhof von Bütow wurden 1945 zwei sowjetische Zwangsarbeiter beigesetzt.[18]
- Die Kirchenruine Dambeck ist die Ruine einer um 1180 errichteten romanischen Feldsteinkirche, die nach dem Dreißigjährigen Krieg verfiel. Bis 1920 wurden im Chorraum noch Gottesdienste gehalten. Nach einem Blitzeinschlag und der Explosion versteckter Munition befindet sich die Ruine seit 1954 im heutigen Zustand.
- Das ehemalige Gutshaus in Dambeck stammt aus der 1. Hälfte des 19. Jh. Es ist ein eingeschossiger Putzbau von dreizehn Achsen mit hohem Sockelgeschoß und Mansarddach. An der Hoffront ist die Eingangshalle mit Dreiecksgiebel.
- Die Dorfkirche in Karchow ist ein rechteckiger Fachwerkbau aus dem Jahr 1688, der wohl einen älteren Vorgängerbau ersetzt hat, von dem auf dem freistehenden Glockenstuhl noch eine Glocke von 1670 erhalten ist.

|  |  |

## Verkehr
Die Ortsteile Dambeck, Erlenkamp und Karchow liegen direkt an der Bundesstraße 198, Bütow selbst etwa zwei Kilometer abseits der B 198. Die Bundesautobahn 19 Berlin–Wittstock/Dosse führt westlich an der Gemeinde vorbei, die Autobahn-Anschlussstelle Röbel ist etwa drei Kilometer entfernt. Der nächste Bahnhof befindet sich in Malchow.

## In Bütow geborene Persönlichkeiten
- Peter Glodek (1934–2024), Agrarwissenschaftler und Hochschullehrer
- Dagmar Haucke-Liebscher (* 1944), Keramikerin